# 鈴木武幸
鈴木 武幸（すずき たけゆき、1945年1月26日 - ）は、日本のテレビドラマ、映画プロデューサー。元東映株式会社所属。東京都出身。

## 来歴・人物
大学卒業後、1968年に東映入社。希望していたテレビ部に配属される。当時、テレビは映画に比べて低い扱いを受けていたこともあり、テレビ部を希望した時には人事部長から変わり者扱いを受けたと言う。鈴木自身はテレビ業界に入ったことについて「実家で兄がテレビを作っていたことから、幼少時から家にテレビがあり、それを食い入るように見る人々を見ながら育ったため、テレビ関係の仕事に就きたいと思った」と述べている。
実写、アニメ作品問わずプロデュース作品は多岐にわたる。『がんばれ!!ロボコン』からは特撮作品にも関わりはじめ、なかでも15作品でプロデュースを手掛けたスーパー戦隊シリーズでは、何度か打ち切り寸前になるピンチもあったが、さまざまな趣向やアイデアを凝らすことで、その局面を乗り越えて長期シリーズに育て上げた。同シリーズについて、東映ヒーローネットの「想い出に残る戦隊シリーズのベストエピソードは?」という質問には、非常に悩んだ結果『電撃戦隊チェンジマン』の第53話「炎のアハメス!」を挙げていた。同エピソードは『チェンジマン』の最高視聴率16.1%を獲得している。『快傑ズバット』のスタッフクレジットに鈴木の名はないが、番組の企画書を最初に起こしたのは鈴木で、第1・2話のホン直しまではかかわっていたが、多忙のため、降板している。
『超力戦隊オーレンジャー』終了後の1996年以降、吉川進の後任としてテレビ第二営業推進部長に就任し、テレビ部の総責任者となる。以降は営業に専念していたが、スケジュールが苦しくなった『仮面ライダークウガ』では第13話から急遽プロデューサーを務めたほか、『特捜戦隊デカレンジャー』『魔法戦隊マジレンジャー』では制作総括として、塚田英明を補佐する形で戦隊に再び復帰した時期もあった。
その後も2003年10月にテレビ第二営業部長、2004年6月に取締役テレビ営業部門担当、2008年6月に常務取締役、翌月からテレビ管理部長を兼任。2010年6月に専務取締役、2014年6月からテレビ事業部門担当。2016年6月29日に取締役を退任し、顧問兼テレビ事業部門エグゼクティブ・プロデューサーに就任。シリーズを問わず東映特撮路線を統括的な立場で見守り続けた後、東映を退社。

## 作風
スーパー戦隊シリーズの作劇方針としては、常にミニチュアを使った特撮が必要不可欠であることを持論としている。その理由は、ミニチュアを使った特撮は一日に数カットしか撮影できないためにかなり時間を要する分、“手作り感”や“温もり感”を大切にしている点で俳優の演技も含めた実写映像に馴染むことができる面があり、さらに近年ではCGを多様化した特撮や実写映像が増えたことに、あまりCGに頼りすぎると視聴者がリアリティーを感じなくなってしまうという懸念がある故である。その一方で、ミニチュアを制作するためにはかなりの予算がかかるとも語っており、さらにそれも含めてロケバスの代金や弁当代等に多く使っていることを言及しており、「（スーパー戦隊シリーズは）大人向けのTVドラマよりもかなりお金がかかっている」と語っている。
スーパー戦隊シリーズのプロデューサーを務めた白倉伸一郎は、鈴木自身は強い主張を出さず、監督・脚本家・デザイナーなどきちんとしたビジョンを持った人間がいればその才能を作品に反映させることができると証言している。さらにその結果、鈴木自身は保守的であるにもかかわらず、鈴木が担当していた頃のスーパー戦隊シリーズでは何度も改革が起きたと評している。

## よく組んだスタッフ

### 脚本家
- 『がんばれ!!ロボコン』や『太陽戦隊サンバルカン』などで組んだ上原正三にはかなり信頼を置いていたらしく、だからこそ上原が宇宙刑事シリーズ執筆のために戦隊を離れるときは相当に悔しい思いをしたと、後年雑誌のインタビューで語っている[要文献特定詳細情報]。
- 上原のスーパー戦隊シリーズ離脱後、これに代わって同シリーズのメインライターを務めた曽田博久とは、2人3脚でシリーズの繁栄を築いた。9作連続でメインライターを務めた曽田は、鈴木について「真面目な方でしたよ。だから波長が合ったのかな。僕もライターとしては真面目ですからね」と語る一方、「そういう真面目な者同士が組んで作ると（…）いい意味でヌケた部分というのがなくなっちゃいましたね」とも話している[10]。
- 1990年代に入ってからは、井上敏樹や杉村升をメインライターとして起用し、シリーズを継続させた。井上を『鳥人戦隊ジェットマン』のメインライターとして起用しようとした際は「あんな生意気な奴に」とテレビ朝日の宇都宮恭三プロデューサーが反対してきたが、「井上君も悪い奴じゃないですから」と、井上を囲んだ飲み会を企画することによりその反対を凌いだこともある。井上は鈴木について、脚本家を大事にしており、無理な要求をしてくることはなかったと証言しており、可愛がってもらい世話になったと述べている[11]。またあれほどスーパー戦隊を愛している人はいないとも評している[11]。
- その他のライターでは長坂秀佳、高久進、藤井邦夫、鷺山京子、荒川稔久などを重用していた。『特捜最前線』でとあるエピソードを執筆する際に助言を求めてきた長坂に対し、アマチュア無線への造詣が深い鈴木は無線の知識を話すなどして、シナリオ作りをサポートしたこともあった[3]。

### 監督
- スーパー戦隊シリーズでは『超電子バイオマン』『電撃戦隊チェンジマン』を除いて、鈴木がプロデュースした作品では東條昭平が全てメイン格の監督として登板している。また『チェンジマン』以降演出陣に加わった長石多可男を、『光戦隊マスクマン』以降4年連続でメイン&パイロット監督として起用するなど、特にこの2人には信頼を置いていたようである。この両名以外では、山田稔を『太陽戦隊サンバルカン』から『超獣戦隊ライブマン』まで8作連続で登板していた。
- 『科学戦隊ダイナマン』から『超新星フラッシュマン』まで、同シリーズの演出陣に加わっていた堀長文を起用し、『バイオマン』から『フラッシュマン』まで3作続けてパイロット監督を任せたのも鈴木であった。『ダイナマン』でオファーされた際、堀は最初「なぜ僕が？」と思い一度は依頼を断わっており、「じゃあ、長石（長石多可男）君[注釈 2]と一緒にやってもらいます」と鈴木から言われて依頼を受諾したという。
- 『鳥人戦隊ジェットマン』でメインスタッフの刷新を試みたとき、鈴木は当時若手の雨宮慶太をメイン監督に起用することを決断する。後に雨宮がインタビューで語るところによれば、前作『地球戦隊ファイブマン』の視聴率不振から「戦隊はこれ（『ジェットマン』）が最後になるかもしれないから」と、鈴木は不断の覚悟を持って依頼をしてきたという[12]。ただ、当時31歳の雨宮のパイロット起用については社内でも反対の声がいくつかあったため、鈴木はパイロット版以前に雨宮に何分かのショートフィルムを撮影させたり、第1話の絵コンテを全て書かせてそれを基に説得工作に務めるといった逸話が残っている。鈴木はこの時のスタッフ刷新について、2011年のインタビューの際に「一部のスタッフに『慣れ』と『マンネリ』を感じたんです。このままではいけないので新しい血を入れようと。旧スタッフには辛い決断でしたけど、後々のことを考えたらこの時の判断は間違っていなかった」と述懐している[要文献特定詳細情報]。
- その雨宮は、鈴木に対し「若手でも全然大丈夫ですよ」と、助監督の監督昇進を度々進言したという。鈴木はどちらかといえば、生え抜き助監督の監督昇進には慎重な態度をとる人間だったが、『恐竜戦隊ジュウレンジャー』にて当時26歳の渡辺勝也を監督として起用。これは当時として大胆な人事登用だった。また渡辺と同じく、1990年代後半から2000年代にかけて東映特撮作品の中核を担った田﨑竜太も、監督としてのデビューは鈴木がプロデューサーとして最後に携わった『超力戦隊オーレンジャー』であった。

### 撮影監督
- ほとんどの作品において、いのくままさおがチーフとして携わった。スーパー戦隊シリーズでも、『ゴーグルファイブ』制作時にそれまでメインだった石橋英敏よりいのくまに交代させている。

### キャラクターデザイナー
- アニメ『闘将ダイモス』から付き合いのあった出渕裕を『科学戦隊ダイナマン』のキャラクターデザイナーに招聘した[13]。実際は前年の『大戦隊ゴーグルファイブ』の頃から声を掛けてはいたが、この時は出渕がスケジュールの都合で断っている[13]。アニメーションのエッセンスを実写に取り入れた出渕のセンスは後の作品にも大きく影響を与えることになり、鈴木はその後『超新星フラッシュマン』まで4作品連続で出渕をメインで起用し続けている[13]。鈴木は特に『超電子バイオマン』のシルバがお気に入りで、つい最近まで会社のパソコンの壁紙がシルバであったという。出渕は鈴木を東映初のオタクプロデューサーと称しており、出渕らを起用することで保守的になりがちな東映の社風に風穴を開けようとしていたと評している[13]。
- 1990年代以降、東映特撮作品においてキャラクターデザインの中核を担っている篠原保を、『高速戦隊ターボレンジャー』で初めてメインで起用したのも鈴木であった。鈴木は同作品以降も『忍者戦隊カクレンジャー』まで[注釈 3]、ほぼ毎年のように篠原にキャラクターデザインを発注している。

## 主な作品

### 実写作品
◎が付記されたものは東映側チーフプロデューサー作品。
- がんばれ!!ロボコン（1975年 - 1977年）
- アクマイザー3（1975年 - 1976年）
- 超神ビビューン（1976年 - 1977年）
- ロボット110番（1977年）
- 快傑ズバット（1977年）※ノンクレジット、番組初期企画のみ関与
- 冒険ファミリー ここは惑星0番地（1977年 - 1978年）
- 生徒諸君!（1980年 - 1981年）◎
- スーパー戦隊シリーズ
  - 太陽戦隊サンバルカン（1981年 - 1982年）
  - 大戦隊ゴーグルファイブ（1982年 - 1983年）◎
  - 科学戦隊ダイナマン（1983年 - 1984年）◎
  - 超電子バイオマン（1984年 - 1985年）◎　　
  - 電撃戦隊チェンジマン（1985年 - 1986年）◎
  - 超新星フラッシュマン（1986年 - 1987年）◎
  - 光戦隊マスクマン（1987年 - 1988年）◎　　
  - 超獣戦隊ライブマン（1988年 - 1989年）◎　
  - 高速戦隊ターボレンジャー（1989年 - 1990年）◎　　
  - 地球戦隊ファイブマン（1990年 - 1991年）◎
  - 鳥人戦隊ジェットマン（1991年 - 1992年）◎
  - 恐竜戦隊ジュウレンジャー（1992年 - 1993年）◎
  - 五星戦隊ダイレンジャー（1993年 - 1994年）◎
  - 忍者戦隊カクレンジャー（1994年 - 1995年）
  - 超力戦隊オーレンジャー（1995年 - 1996年）
  - 特捜戦隊デカレンジャー（2004年 - 2005年）※制作統括
  - 魔法戦隊マジレンジャー（2005年 - 2006年）※制作統括
- 仮面ライダークウガ（2000年 - 2001年）※第13話より参加
- KAMEN RIDER DRAGON KNIGHT（2009年 - ）※製作総指揮

### アニメ作品
- 氷河戦士ガイスラッガー（1977年）◎
- 闘将ダイモス（1978年 - 1979年）◎
- 未来ロボ ダルタニアス（1979年 - 1980年）◎
- サイボーグ009（1979年 - 1980年）◎
- 闇の帝王　吸血鬼ドラキュラ（1980年）

### オリジナルビデオ
- 前項に属する作品のビデオ化タイトルは除く。

### 映画
- 前項に属する作品の映画化は除く。
- 仮面ライダー THE FIRST（2005年）※エグセブティブプロデューサー
- 仮面ライダーTHE NEXT（2007年）※エグセブティブプロデューサー
- 探偵はBARにいる（2011年）※製作
- パワーレンジャー（2017年）※製作総指揮、日本語吹替版プロデューサー

### その他
特記の無いものを除き、いずれも日本語版監修として参加。
- パワーレンジャー（テレビ朝日放送版）（1995年 - 1996年）
- パワーレンジャー・映画版（1996年）
- パワーレンジャー（スーパーチャンネル放送版）（1999年）
- パワーレンジャー・ターボ（1999年 - 2000年）
- パワーレンジャー・イン・スペース（2000年 - 2001年）
- パワーレンジャー・ロスト・ギャラクシー（2001年 - 2002年）
- パワーレンジャー・ライトスピード・レスキュー（2002年 - 2003年）
- ガンジス河でバタフライ（2007年）※「制作者」名義

## 著書
- 夢を追い続ける男（2018年12月2日 講談社）ISBN 978-4065137628